# Coppa Italia 2023-2024 (pallavolo maschile)
La Coppa Italia 2023-2024, 46ª edizione della coppa nazionale di pallavolo maschile, si è svolta dal 3 al 28 gennaio 2024: al torneo hanno partecipato otto squadre di club italiane e la vittoria finale è andata per la quarta volta alla Sir Safety Perugia.

## Formula
La formula ha previsto quarti di finale, semifinali e finale, giocate in gara unica.

## Squadre partecipanti
| Squadra            | Qualificazione                           |
| ------------------ | ---------------------------------------- |
| Lube               | 5ª al girone di andata Superlega 2023-24 |
| Milano             | 4ª al girone di andata Superlega 2023-24 |
| Modena             | 7ª al girone di andata Superlega 2023-24 |
| Powervolley Milano | 6ª al girone di andata Superlega 2023-24 |
| Sir Safety Perugia | 2ª al girone di andata Superlega 2023-24 |
| Trentino           | 1ª al girone di andata Superlega 2023-24 |
| Verona             | 8ª al girone di andata Superlega 2023-24 |
| You Energy         | 3ª al girone di andata Superlega 2023-24 |

## Torneo

### Tabellone
|  | Quarti di finale | Quarti di finale   | Quarti di finale |                    |   | Semifinali         | Semifinali | Semifinali |  |  | Finale | Finale | Finale |  |
|  |                  |                    |                  |                    |   |                    |            |            |  |  |        |        |        |  |
|  | 1                | Trentino           | 3                |                    |   |                    |            |            |  |  |        |        |        |  |
|  | 1                | Trentino           | 3                |                    |   |                    |            |            |  |  |        |        |        |  |
|  | 8                | Verona             | 0                |                    |   |                    |            |            |  |  |        |        |        |  |
|  | 8                | Verona             | 0                |                    | 1 | Trentino           | 2          |            |  |  |        |        |        |  |
|  |                  |                    |                  |                    | 1 | Trentino           | 2          |            |  |  |        |        |        |  |
|  |                  |                    | 4                | Milano             | 3 |                    |            |            |  |  |        |        |        |  |
|  | 4                | Milano             | 4                | Milano             | 3 | 3                  |            |            |  |  |        |        |        |  |
|  | 4                | Milano             |                  |                    |   |                    |            |            |  |  |        |        |        |  |
|  | 5                | Lube               | 1                |                    |   |                    |            |            |  |  |        |        |        |  |
|  | 5                | Lube               | 1                |                    | 4 | Milano             | 1          |            |  |  |        |        |        |  |
|  |                  |                    |                  |                    |   |                    |            |            |  |  |        |        |        |  |
|  |                  |                    | 2                | Sir Safety Perugia | 3 |                    |            |            |  |  |        |        |        |  |
|  | 2                | Sir Safety Perugia | 2                | Sir Safety Perugia | 3 | 3                  |            |            |  |  |        |        |        |  |
|  | 2                | Sir Safety Perugia |                  |                    |   |                    |            |            |  |  |        |        |        |  |
|  | 7                | Modena             | 0                |                    |   |                    |            |            |  |  |        |        |        |  |
|  | 7                | Modena             | 0                |                    | 2 | Sir Safety Perugia | 3          |            |  |  |        |        |        |  |
|  |                  |                    |                  |                    | 2 | Sir Safety Perugia | 3          |            |  |  |        |        |        |  |
|  |                  |                    | 6                | Powervolley Milano | 2 |                    |            |            |  |  |        |        |        |  |
|  | 3                | You Energy         | 6                | Powervolley Milano | 2 | 2                  |            |            |  |  |        |        |        |  |
|  | 3                | You Energy         |                  |                    |   |                    |            |            |  |  |        |        |        |  |
|  | 6                | Powervolley Milano | 3                |                    |   |                    |            |            |  |  |        |        |        |  |

### Risultati

#### Quarti di finale
| 3 gennaio 2024 PalaTrento, Trento Durata: 1h:15 - Spettatori: ?           | Trentino           | 3 - 0 | Verona             | 25-14, 25-19, 25-23               |
| 3 gennaio 2024 Arena di Monza, Monza Durata: 2h:04 - Spettatori: ?        | Milano             | 3 - 1 | Lube               | 31-33, 25-20, 25-15, 25-23        |
| 4 gennaio 2024 PalaEvangelisti, Perugia Durata: 1h:18 - Spettatori: 3 423 | Sir Safety Perugia | 3 - 0 | Modena             | 25-22, 25-16, 25-18               |
| 3 gennaio 2024 PalaBanca, Piacenza Durata: 2h:10 - Spettatori: ?          | You Energy         | 2 - 3 | Powervolley Milano | 16-25, 25-20, 21-25, 25-22, 20-22 |

#### Semifinali
| 27 gennaio 2024 Unipol Arena, Casalecchio di Reno Durata: ? - Spettatori: ?     | Trentino           | 2 - 3 | Milano             | 25-23, 13-25, 25-23, 23-25, 9-15  |
| 27 gennaio 2024 Unipol Arena, Casalecchio di Reno Durata: 2h:07 - Spettatori: ? | Sir Safety Perugia | 3 - 2 | Powervolley Milano | 20-25, 25-23, 25-15, 23-25, 15-11 |

#### Finale
| 28 gennaio 2024 Unipol Arena, Casalecchio di Reno Durata: 1h:44 - Spettatori: 9 125 | Sir Safety Perugia | 3 - 1 | Milano | 22-25, 25-21, 25-15, 25-23 |